# Scytalopus pachecoi
Scytalopus pachecoi là một loài chim trong họ Rhinocryptidae.